# 로리 헨들러
로리 헨들러(Lauri Hendler, 1965년 4월 22일 ~ )는 미국의 배우, 텔레비전 배우, 성우, 영화배우이다.

## 영화
- 푸른 골짜기 (1993년)
- 청춘 고백 (1983년)